# Malesco
Malesco – miejscowość i gmina we Włoszech, w regionie Piemont, w prowincji Cusio Ossola.
Według danych na rok 2004 gminę zamieszkiwały 1473 osoby, 34,3 os./km².